# جيمس والخوخة العملاقة
جيمس والخوخة العملاقة هي رواية أطفال للكاتب البريطاني روالد دال نشرت لأول مرة في 1961.نظراً لمحتوى القصة المخيف في بعض الأحيان،فقد أصبح هدفًا منتظمًا للرقابة.